# Кубок Гібралтару з футболу 2025
Кубок Гібралтару з футболу 2025 — 69-й розіграш кубкового футбольного турніру у Гібралтарі.

## Календар
| Раунд        | Дата              | Матчі | Клуби  |
| ------------ | ----------------- | ----- | ------ |
| Перший раунд | 1–2 лютого 2025   | 4     | 12 → 8 |
| 1/4 фіналу   | 15–16 лютого 2025 | 4     | 8 → 4  |
| 1/2 фіналу   | 1–2 березня 2025  | 2     | 4 → 2  |
| Фінал        | 29 березня 2025   | 1     | 2 → 1  |

## Перший раунд
| Команда 1     | Рахунок      | Команда 2    |
| ------------- | ------------ | ------------ |
| 1 лютого 2025 |              |              |
| Монс Кальпе   | 2:2 пен. 4:2 | Юероп        |
| Лінкс         | 3:5          | Манчестер 62 |
| 2 лютого 2025 |              |              |
| Сент-Джозефс  | 5:0          | Коледж 1975  |
| Юероп Пойнт   | 0:4          | Бруно Мегпіс |

## 1/4 фіналу
| Команда 1         | Рахунок      | Команда 2        |
| ----------------- | ------------ | ---------------- |
| 15 лютого 2025    |              |                  |
| Бруно Мегпіс      | 17:0         | Хаунд Догс       |
| Сент-Джозефс      | 1:1 пен. 2:4 | Лайонс Гібралтар |
| 16 лютого 2025    |              |                  |
| Лінкольн Ред Імпс | 3:0          | Монс Кальпе      |
| Манчестер 62      | 7:2          | Ґласіс Юнайтед   |

## 1/2 фіналу
| Команда 1        | Рахунок | Команда 2         |
| ---------------- | ------- | ----------------- |
| 1 березня 2025   |         |                   |
| Бруно Мегпіс     | 2:1     | Лінкольн Ред Імпс |
| 2 березня 2025   |         |                   |
| Лайонс Гібралтар | 2:1     | Манчестер 62      |

## Фінал
| Команда 1        | Рахунок | Команда 2    |
| ---------------- | ------- | ------------ |
| 29 березня 2025  |         |              |
| Лайонс Гібралтар | 1:3     | Бруно Мегпіс |